# Anyphops karrooicus
Espèce
Synonymes
- Selenops karrooicus Lawrence, 1940

Anyphops karrooicus est une espèce d'araignées aranéomorphes de la famille des Selenopidae.

## Distribution
Cette espèce est endémique d'Afrique du Sud. Elle se rencontre au Cap-du-Nord et au Nord-Ouest.

## Description
Le mâle mesure 9 mm et la femelle 17,4 mm.

## Étymologie
Son nom d'espèce lui a été donné en référence au lieu de sa découverte, le désert du Karoo.

## Publication originale
- Lawrence, 1940 :  The genus Selenops (Araneae) in South Africa. Annals of the South African Museum, vol. 32, p. 555-608 (texte intégral).